# Flamboyant bleu
Jacaranda mimosifolia
Espèce
Classification APG III (2009)
Statut de conservation UICN

 VU B1+2ac : Vulnérable
Le Flamboyant bleu (Jacaranda mimosifolia D.Don, 1822) est une espèce de plantes à fleurs de la famille des Bignoniaceae. C'est un arbre subtropical originaire du centre-sud de l'Amérique du Sud. Il a été largement planté ailleurs en raison de sa floraison estivale bleue magnifique et durable. 

## Synonymes
Il est également connu sous le nom de jacaranda bleu, poui noir, ou comme arbre fougère ou arbre à huîtres en référence à la forme de ses fruits. Les sources plus anciennes l'appellent Jacaranda acutifolia, mais il est de nos jours plus souvent classé comme Jacaranda mimosifolia. Dans l'usage scientifique, le nom jacaranda fait référence au genre Jacaranda, qui compte beaucoup d'autres espèces, mais dans l'usage horticole et quotidien, cela signifie presque toujours le jacaranda bleu.
Les ébénistes l'appellent faux-palissandre. Il est aussi nommé « applaudissement de singe » en guarani en raison du bruit de ses fruits s'entrechoquant au vent,. C'est sans doute l'espèce la plus connue du genre Jacaranda. Elle est cependant menacée.

## Description

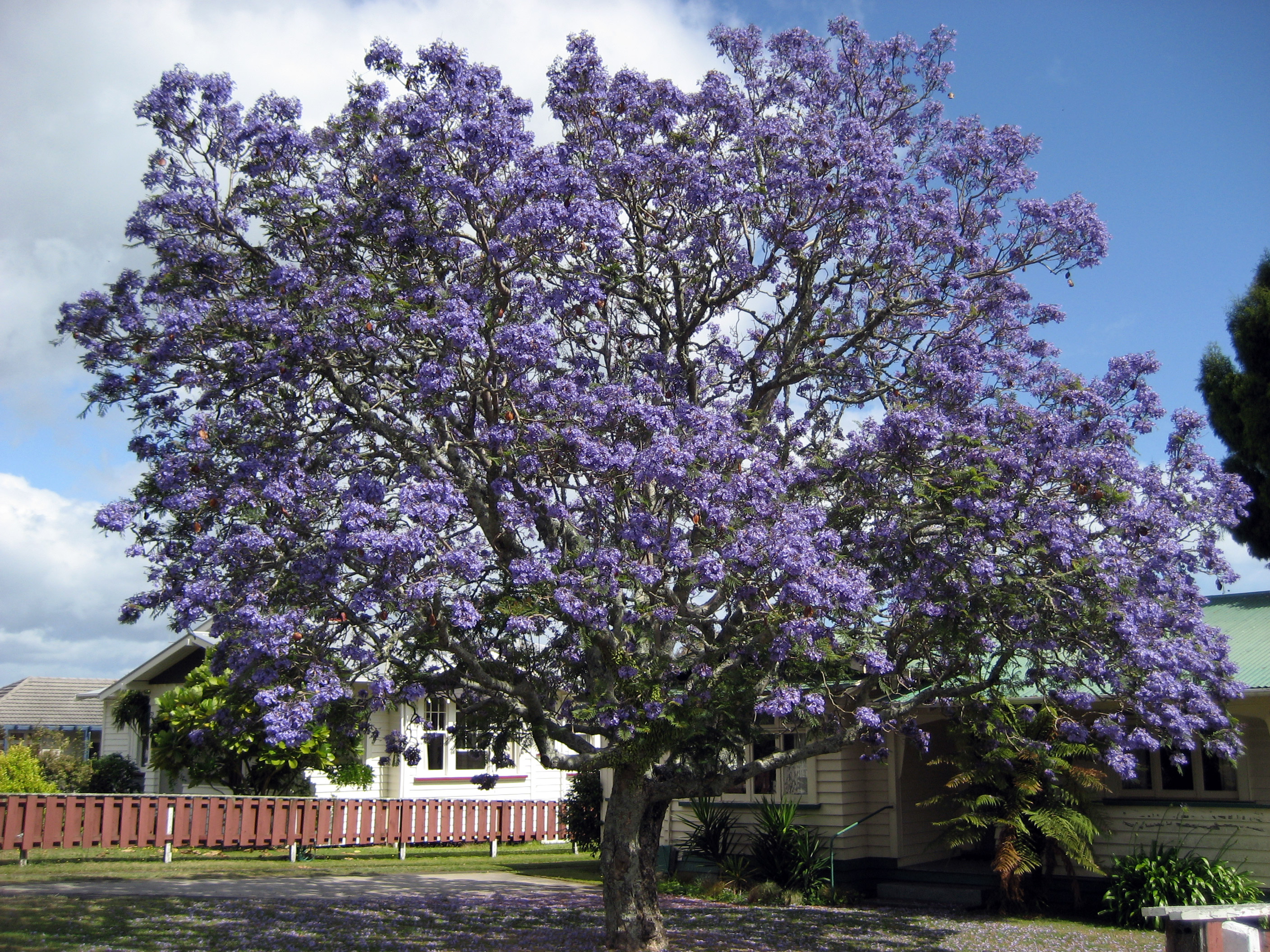
Jacaranda en fleurs.

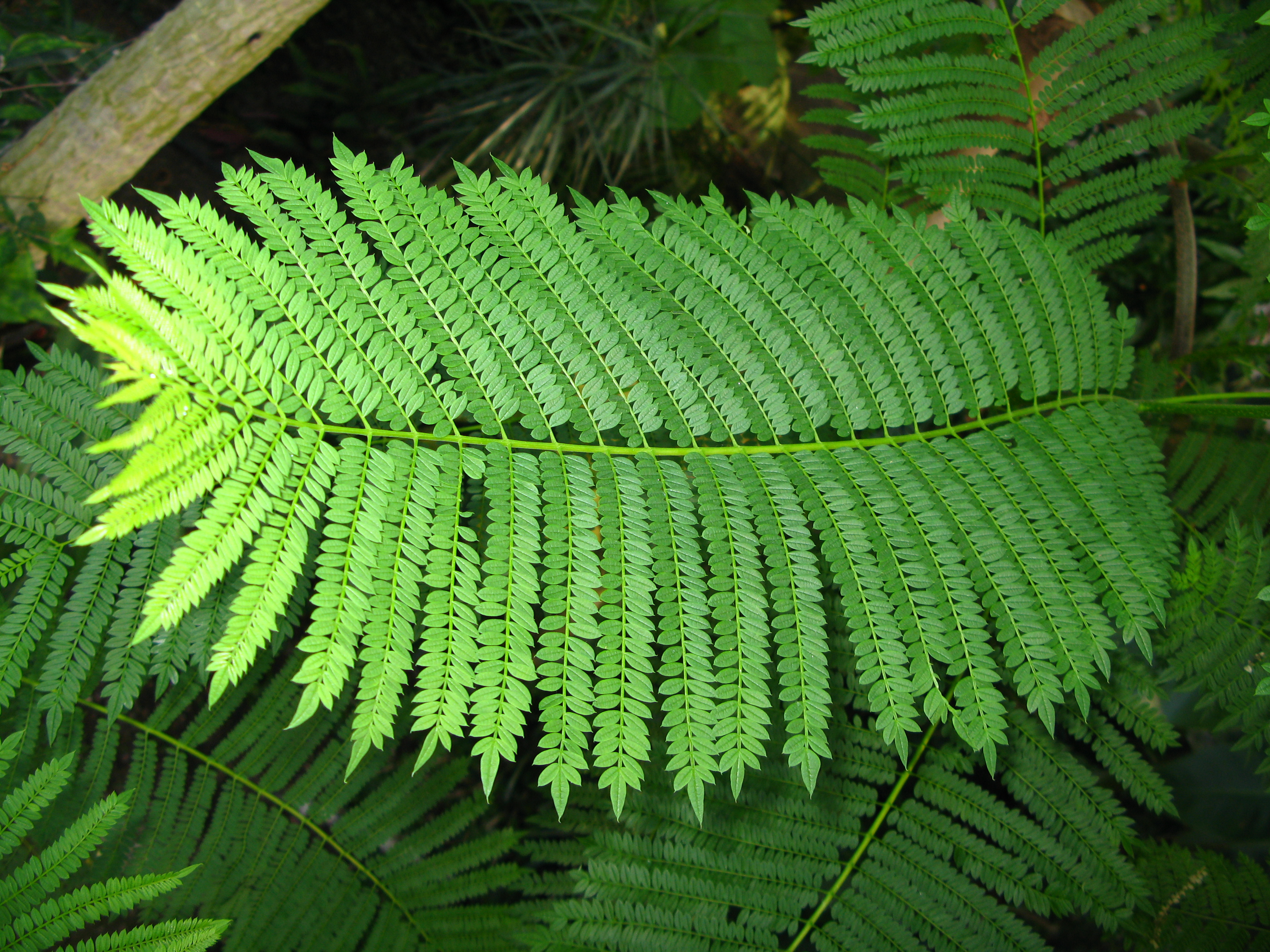
Détail d'une feuille.

Jacaranda mimosifolia est un arbre pouvant atteindre 20 mètres de haut. Il pousse en zone de rusticité (zone USDA) 9, c'est-à-dire que cet arbre peut supporter des températures hivernales de -1°Celsius à -7°C.
Son écorce gris-brun est mince et lisse quand l'arbre est jeune puis devient finement écailleuse. Les rameaux sont minces et légèrement en zigzag ; ils sont de couleur brun rougeâtre clair. 
Les fleurs mesurent jusqu'à 5 cm de long et sont regroupées en panicules de 30 cm. Elles apparaissent au printemps et au début de l'été et durent jusqu'à deux mois. Elles sont suivis par des gousses de graines ligneuses, d'environ 5 cm de diamètre, qui contiennent de nombreuses graines plates et ailées.
Le jacaranda bleu est cultivé même dans les zones où il fleurit rarement, pour ses grandes feuilles composées. Elles mesurent jusqu'à 45 cm de long et sont composés bipennées, avec des folioles d'un peu plus de 1 cm de longueur. Il existe une forme blanche disponible dans les pépinières.
Les cosses de forme inhabituelle et résistantes, de 5,1 à 7,6 cm de diamètre, sont souvent cueillies, nettoyées et utilisées pour décorer des arbres de Noël.

## Répartition
Originaire de l'Amérique du Sud, le jacaranda bleu est cultivé dans de nombreuses régions du monde où il n'y a pas de risque de forts gels ; les arbres établis peuvent cependant tolérer de brèves périodes de températures jusqu'à environ -7 °C.

### En Europe
Sur l'ensemble de la côte méditerranéenne :
- En Espagne : très présent à Valence, aux Baléares et à Malaga en Andalousie (sur la place de la Merced et autour du château de Gibralfaro). A Séville, il a généralement une floraison plus précoce que dans le reste de l'Europe.

- De nombreuses villes portugaises dont Lisbonne se parent de ce bleu violet flamboyant entre la mi-mai et la fin juin, tant certaines rues en sont bordées. Les jacarandas sont également très présents dans les parcs autour de la place Marques Pômbal et vers Belem. On en trouve abondamment dans les rues de Funchal, sur l'île de Madère, où ils fleurissent au printemps.

- On en trouve aussi dans le sud de l'Italie (à Naples et Cagliari, il est facile de rencontrer de beaux spécimens), à Athènes et sur les îles de Malte et de Chypre ainsi qu'au Liban

- En France, on en trouve de nombreux spécimens dans les jardins de la Côte d'Azur ainsi que dans de nombreux départements d'outre-mer (Guyane Française, Martinique, Guadeloupe, Ile de la Réunion et Mayotte)

### En Asie

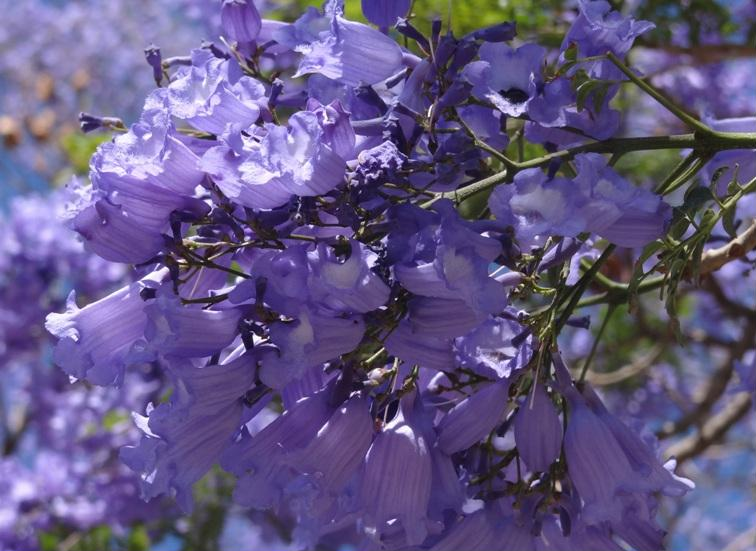
Fleurs du Flamboyant bleu.

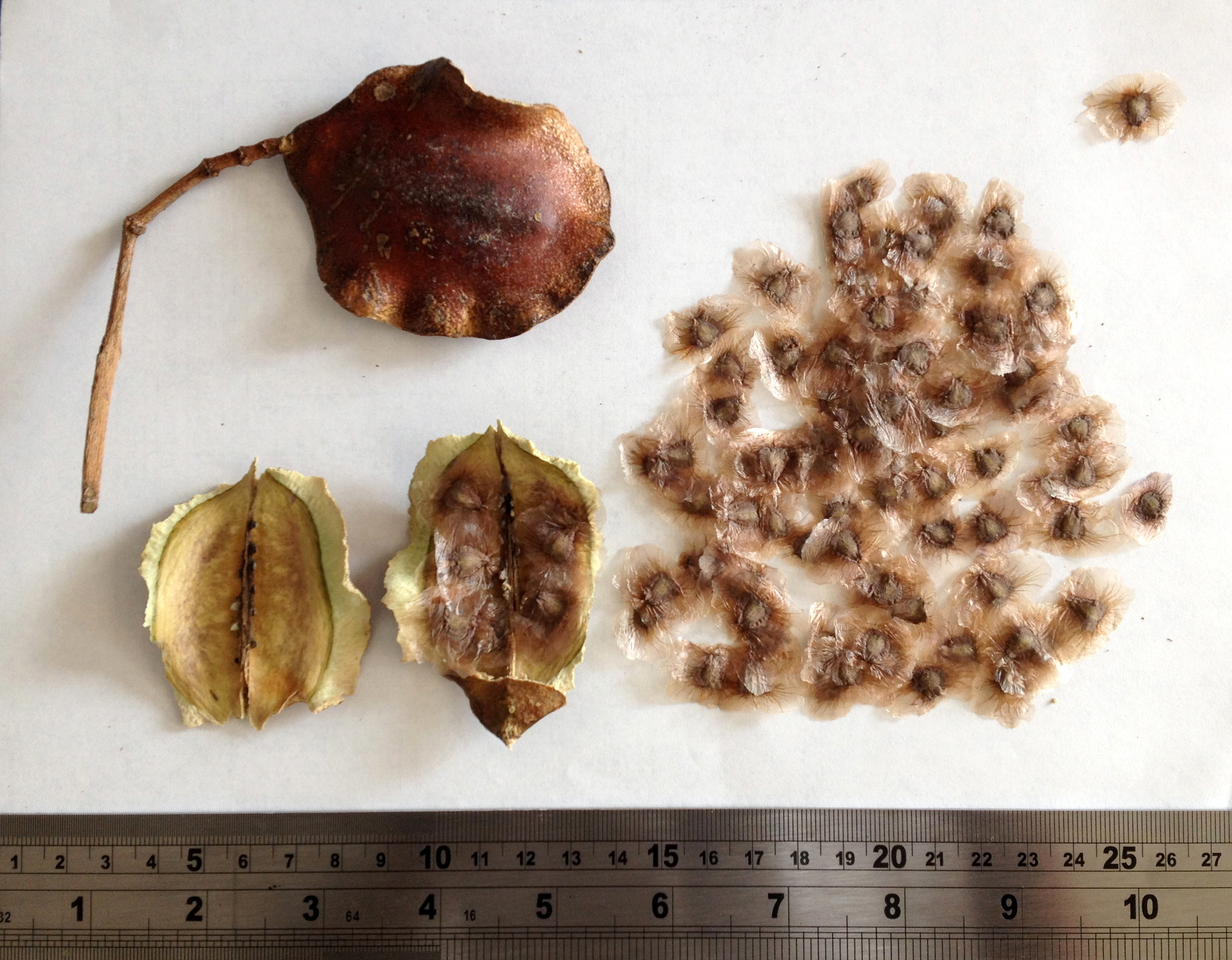
Fruit et graines.

- On en trouve partout au Japon. Ils fleurissent au début du printemps avec les sakura.

- au Népal, il fleurit à la fin du printemps et au début de l'été, dans le centre-ville de la capitale Katmandou, dont les routes sont bordées de ces arbres.

### En Amérique
- En Amérique du Sud, au printemps, les rues de Montevideo, capitale de l'Uruguay, s'habillent de ce mauve délicat. À Buenos Aires en Argentine, le cimetière de la Chacarita est arboré de cette essence dans son parc Los Andes. Santiago du Chili est également parsemée de jacarandas, ainsi que d'autres villes des régions centrales du Chili (Valparaíso notamment).

- En Amérique du Nord, à Mexico, les jacarandas habillent les rues d'un tapis mauve au printemps. Dans tout le sud de la Californie et particulièrement à Los Angeles, les jacarandas fleurissent aussi au printemps entre avril et juin. A 48 km à l'est de Los Angeles, où les températures hivernales peuvent descendre jusqu'à -12 °C pendant de courtes périodes de quelques heures, l'arbre adulte survit avec peu ou pas de dommages visibles.

Aux États-Unis, il pousse également dans certaines parties du Nevada, de l'Arizona, du Texas et de la Floride.

### En Afrique
- Pretoria, capitale administrative de l'Afrique du Sud, est connue comme la ville du jacaranda (Jacaranda City) en raison de la quantité importante de jacarandas plantés dans ses rues, parcs et jardins. Au moment de la floraison, la ville se teinte de bleu violet quand on la regarde des collines avoisinantes. Étant une espèce envahissante, les jacarandas ne sont plus autorisés à être plantés à Pretoria.

Il a été introduit au Cap par le Baron von Ludwig vers 1829. Il est considéré comme une espèce envahissante dans certaines parties de l'Afrique du Sud.
- Au Maroc, les jacarandas sont souvent utilisés comme élément décoratif au bord des routes, particulièrement dans la ville de Fès qui voit ses allées se revêtir d'un tapis de fleurs bleu violet au printemps. Les stations du tramway de Rabat sont aussi bordées de jacarandas, et on en voit également dans les jardins de La Mamounia[5].

- En Tunisie, plusieurs rues de Tunis sont plantées de jacarandas notamment l'avenue de Carthage, l'avenue de Paris et l'avenue Alain Savary[6].

- À Madagascar, le lac Anosy d'Antananarivo est entouré de jacarandas, qu'on retrouve également dans de nombreux jardins.

- En Algérie, à Alger et à Annaba notamment, on trouve quelques spécimens ornant rues et places publiques. On le rencontre aussi a Tizi ouzou ville notamment à la Cité EPLF comme espace vert et arbre décoratif sur les trottoirs.

- En Afrique centrale, par exemple dans l'est de la République Démocratique du Congo. On en trouve également à Lusaka, capitale de la Zambie, et Harare, la capitale du Zimbabwe.

### En Océanie
- La ville de Brisbane a également de très nombreux jacarandas. L'université du Queensland proche de la ville est remplie de jacarandas et ses fleurs envahissent les rues dès le milieu du printemps. Une des devises des étudiants de cette université est : « Personne ne commence à bosser pour les exams avant la chute des fleurs des jacarandas »[réf. souhaitée]. Ici aussi, il y a eu des problèmes avec le Jacaranda bleu qui empêchait la croissance des espèces endémiques.

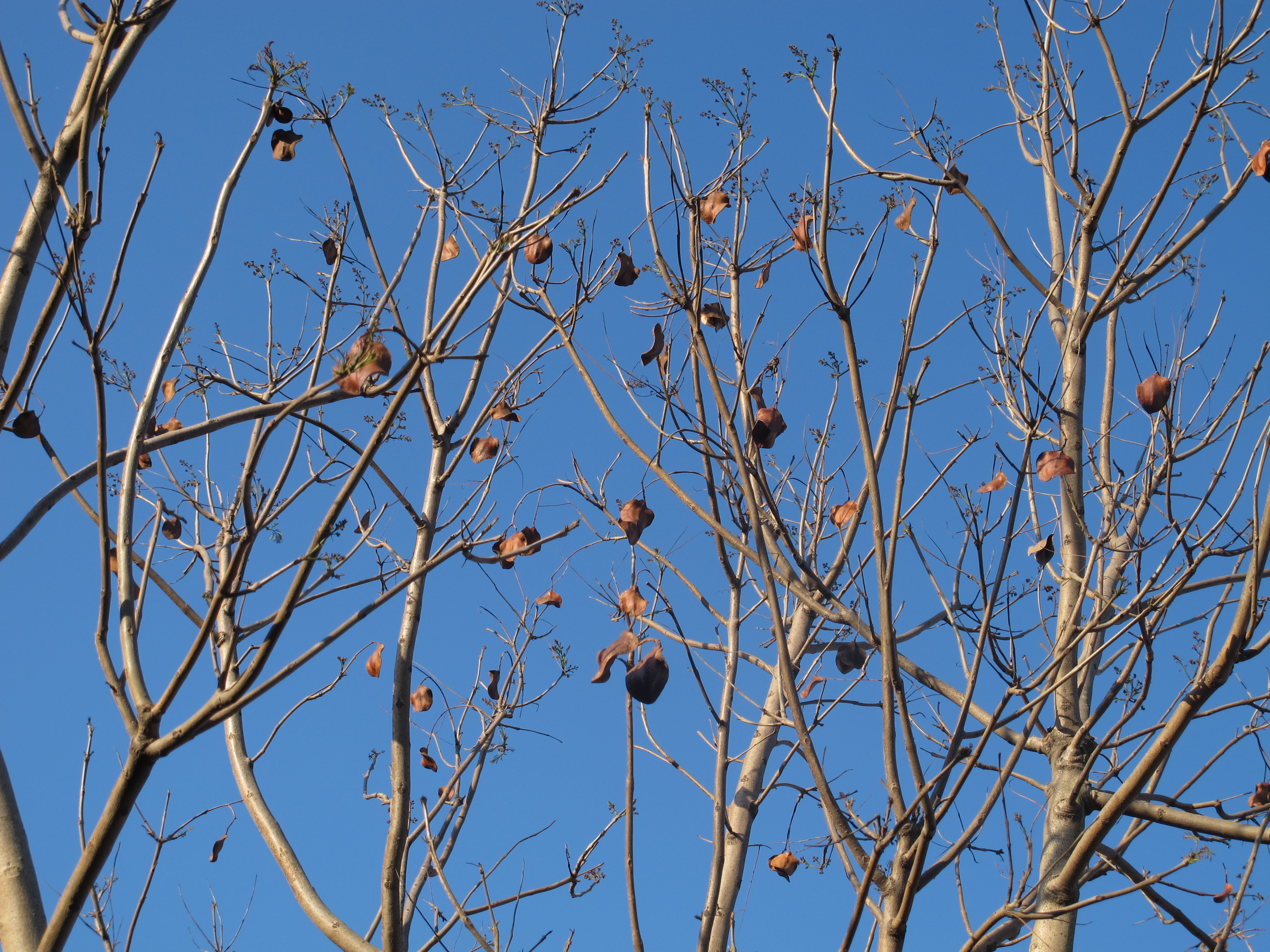
Branches nues et fruits.
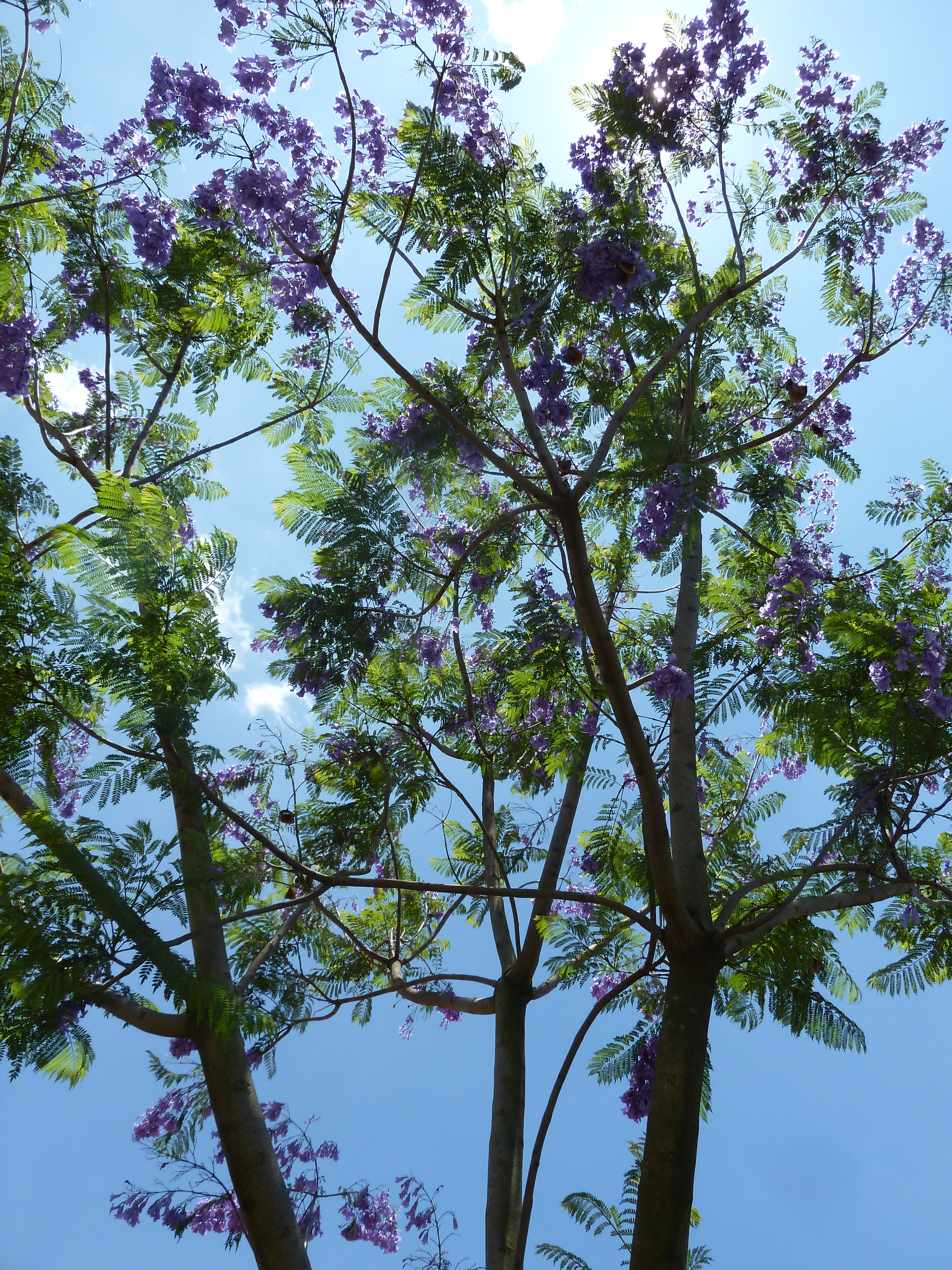
Feuillage.
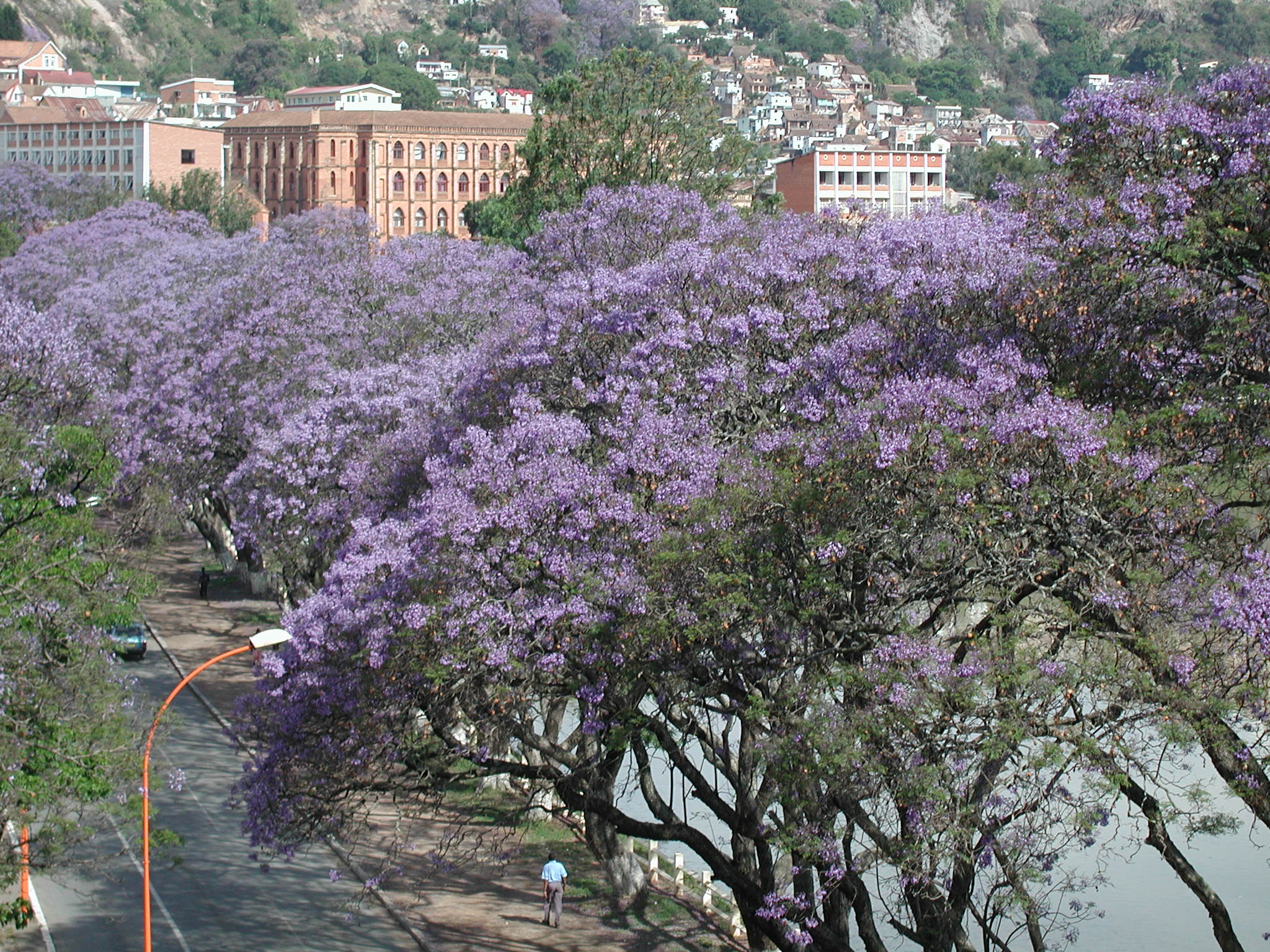
Bord du Lac Anosy à Antananarivo.
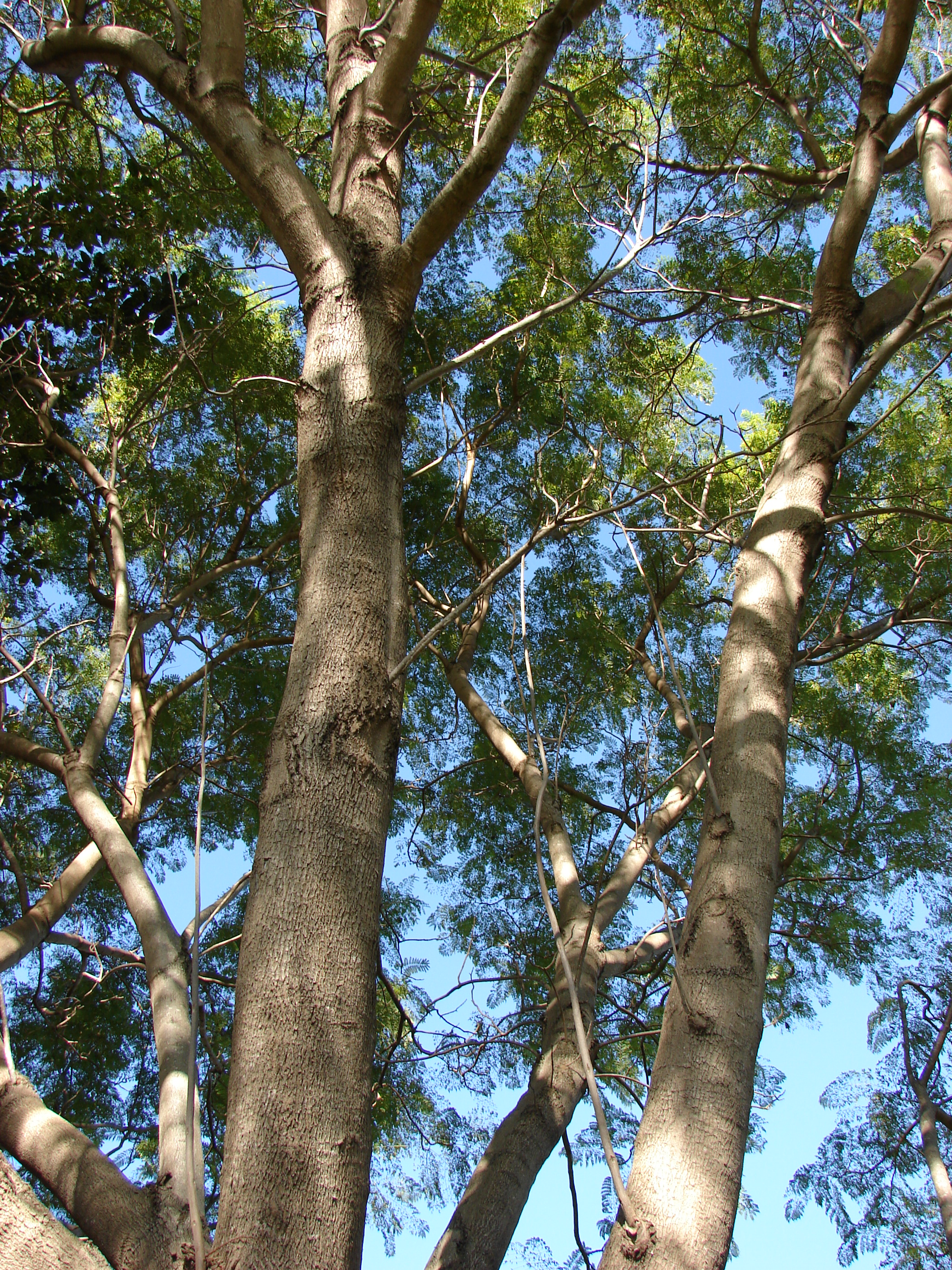
Tronc.
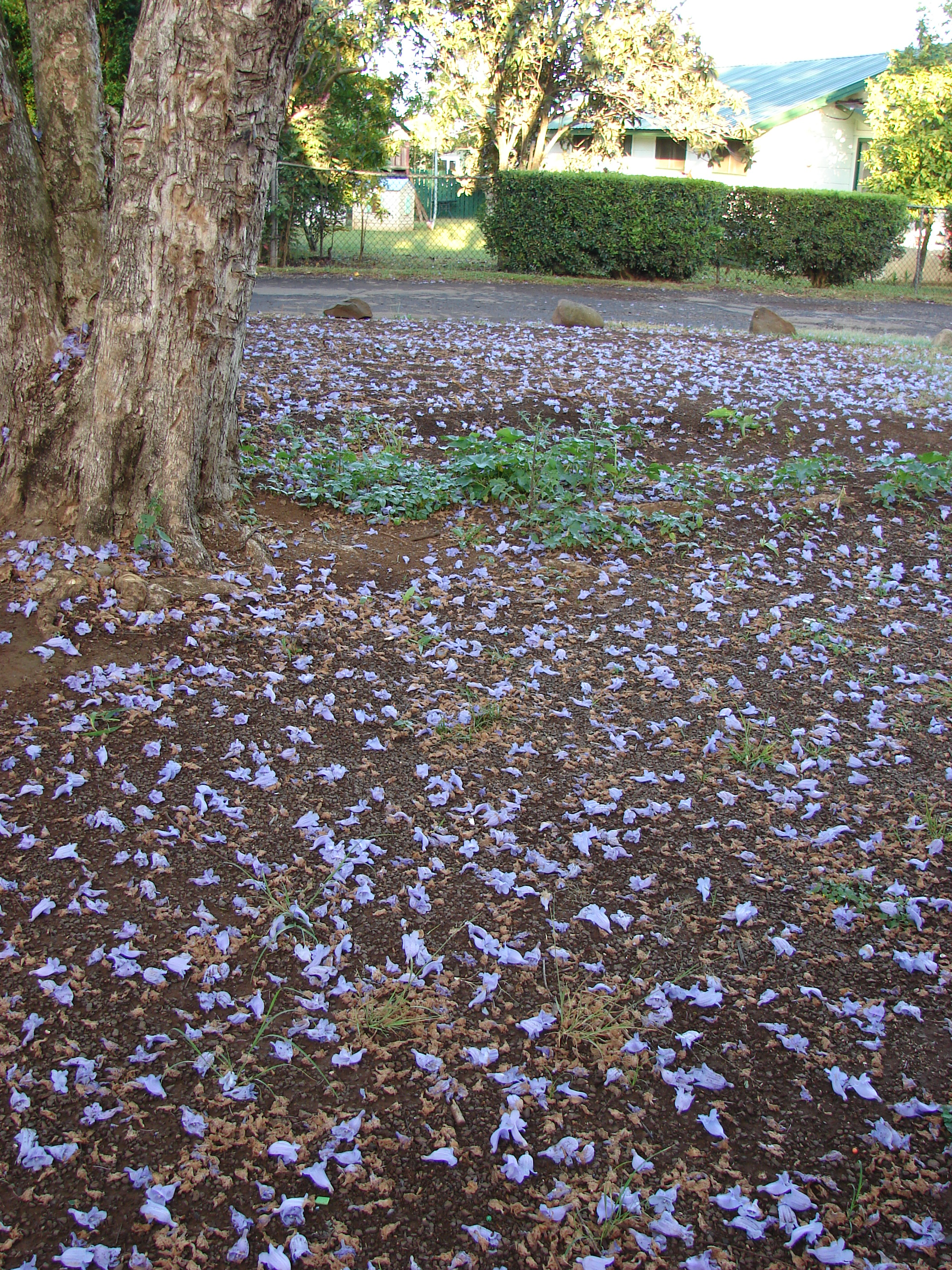
Fleurs au sol à Hawaï.
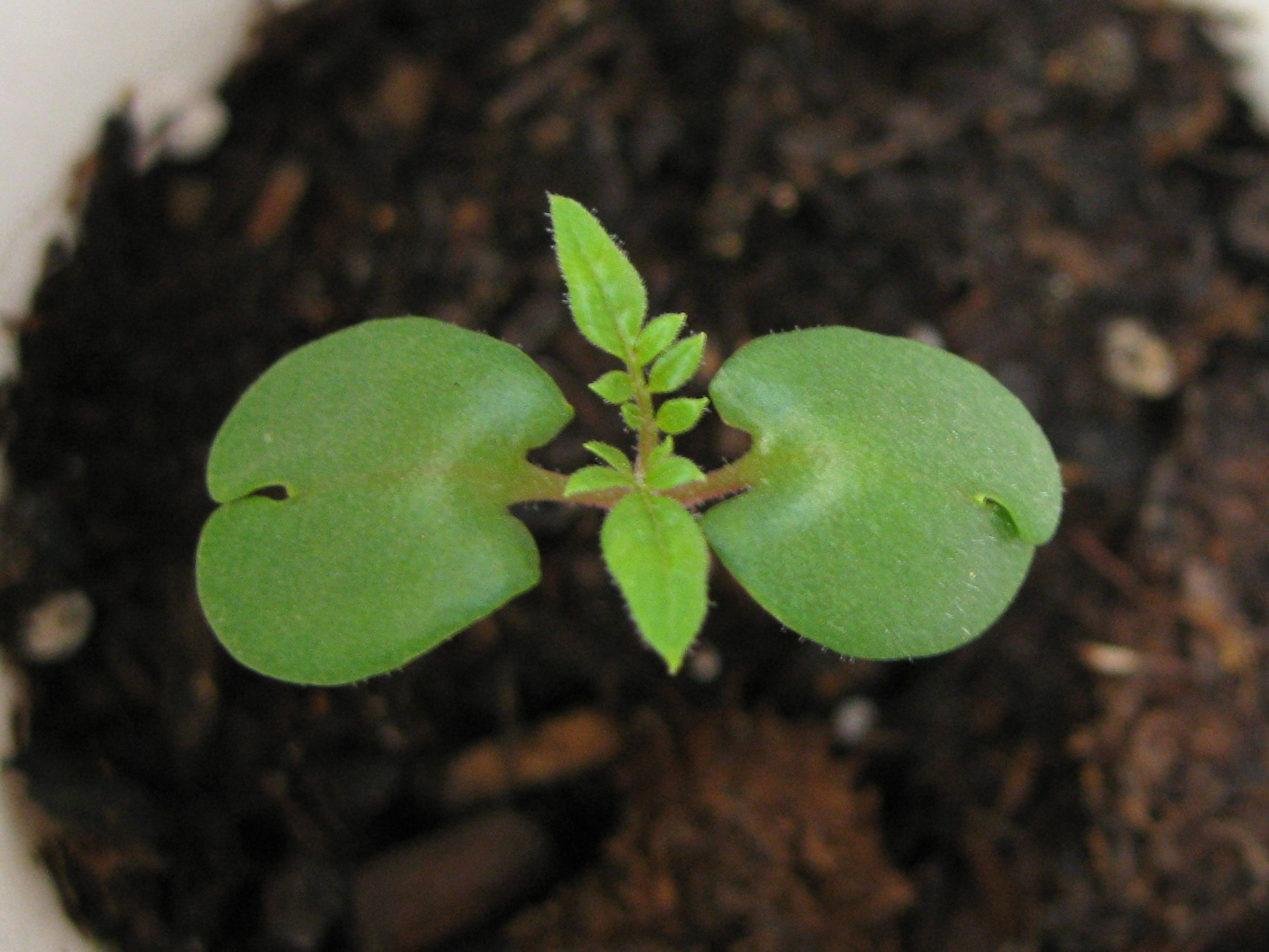
Jeune pousse.
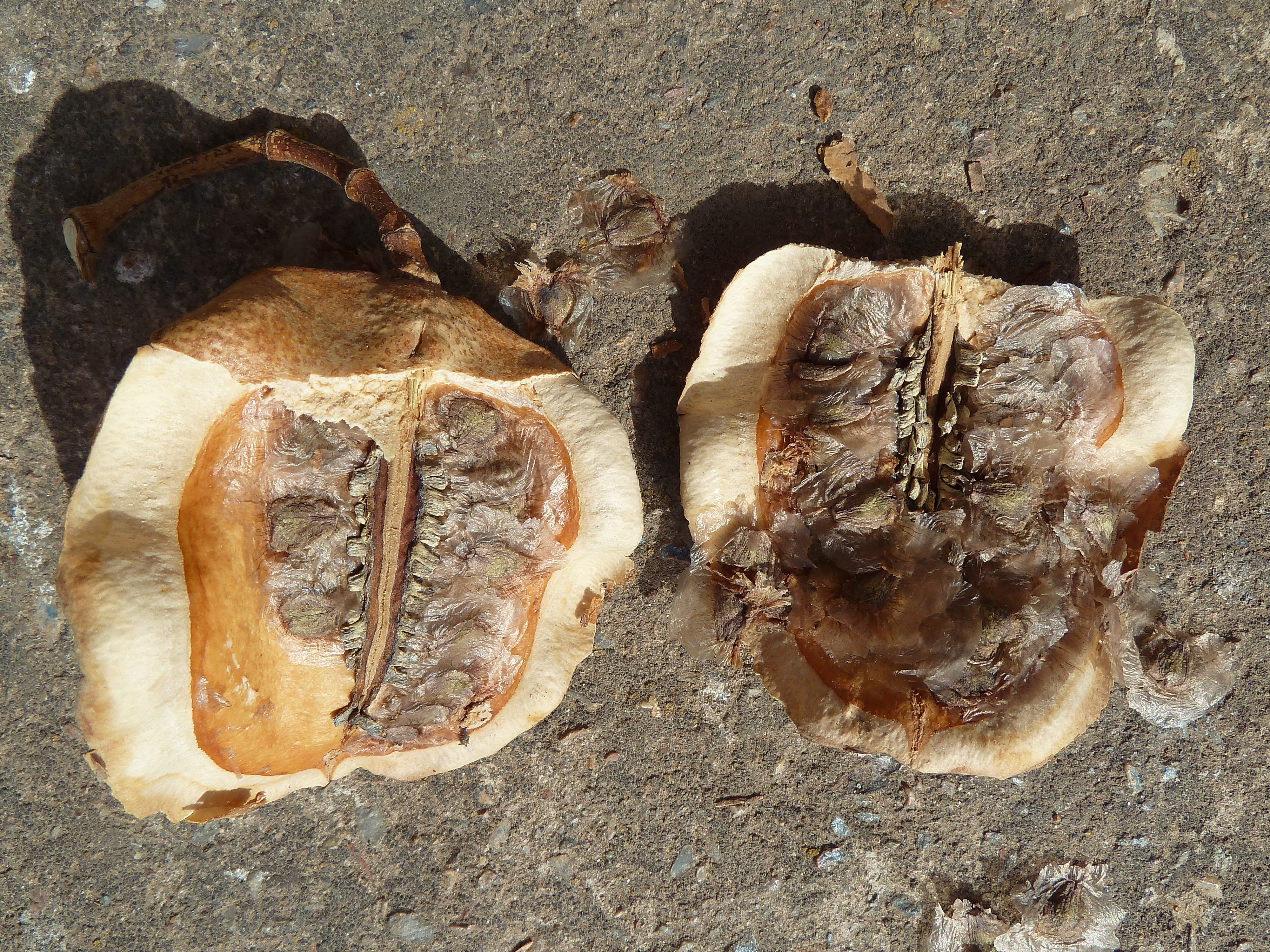
Détail d'un fruit ouvert.